# Tal Baron
Tal Baron (ur. 7 sierpnia 1992) – izraelski szachista, arcymistrz od 2011 roku.

## Kariera szachowa
W latach 2006–2012 wielokrotnie reprezentował Izrael na mistrzostwach świata i Europy juniorów w różnych kategoriach wiekowych. W 2006 r. podzielił III m. (za Jakowem Zilbermanem i Markiem Cejtlinem, wspólnie z m.in. Borysem Kanclerem i Awigdorem Bychowskim) w memoriale Dova Porata w Giwatajim. W 2010 r. zajął III m. (za Ołeksandrem Zubowem i Jewgienijem Swiesznikowem) w kołowym turnieju w Petach Tikwie. Normy na tytuł arcymistrza wypełnił w latach 2010 (dz. I m. w Ołomuńcu, wspólnie z Davidem Kanovskym) oraz 2011 (II m. w Petach Tikwie oraz II m. w Tel Awiw-Jafa, w obu turniejach za Ołeksandrem Zubowem). W 2014 r. podzielił I m. (wspólnie z Alojzije Jankoviciem i Matthiasem Bluebaumem) w Bad Gleichenbergu.
Reprezentant Izraela w rozgrywkach drużynowych, m.in.  na drużynowych mistrzostwach Europy (w roku 2013).
Najwyższy ranking w dotychczasowej karierze osiągnął 1 sierpnia 2016 r., z wynikiem 2560 punktów.